# Kamaz

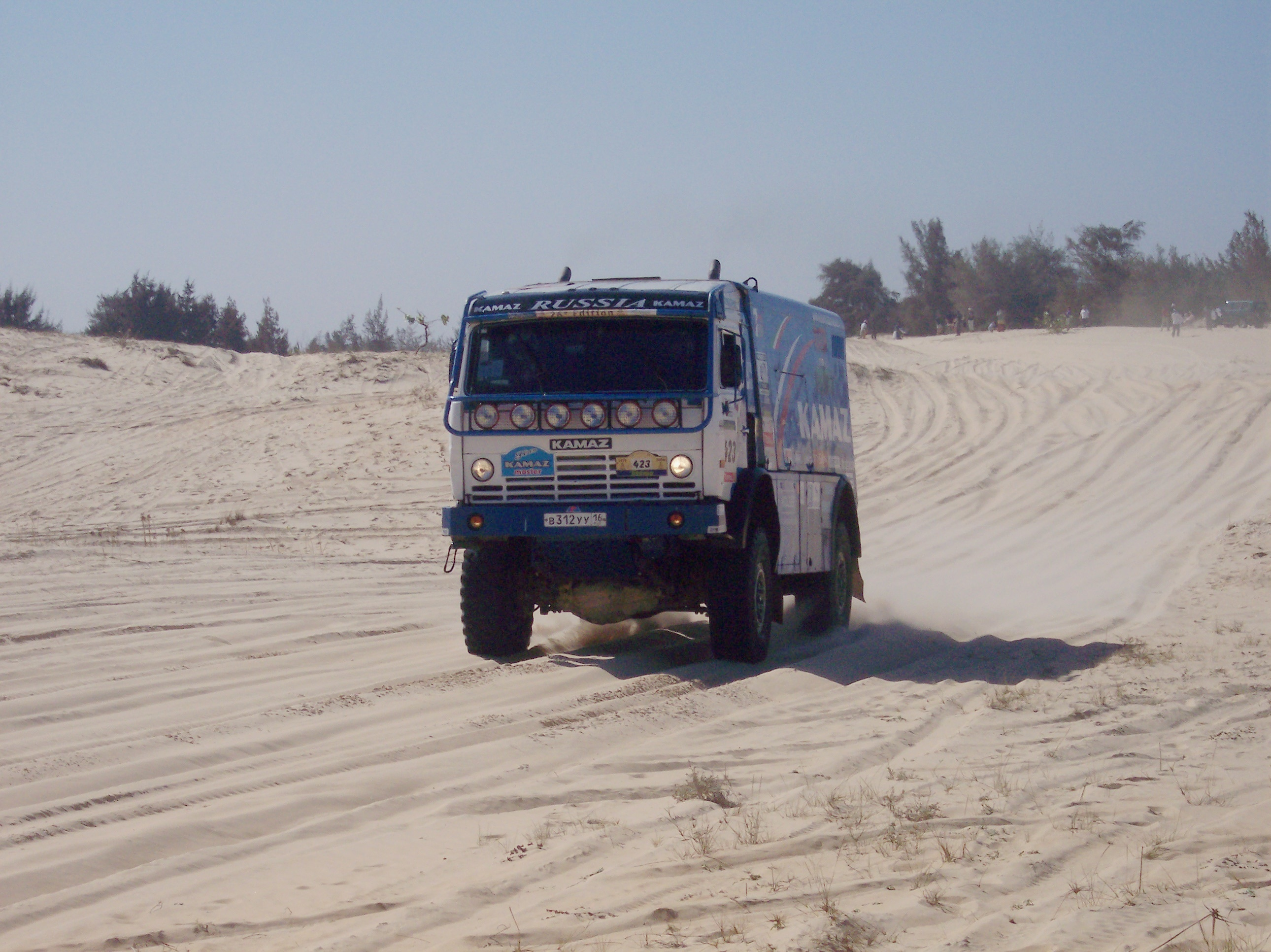
Kamaz under Dakarrallyt

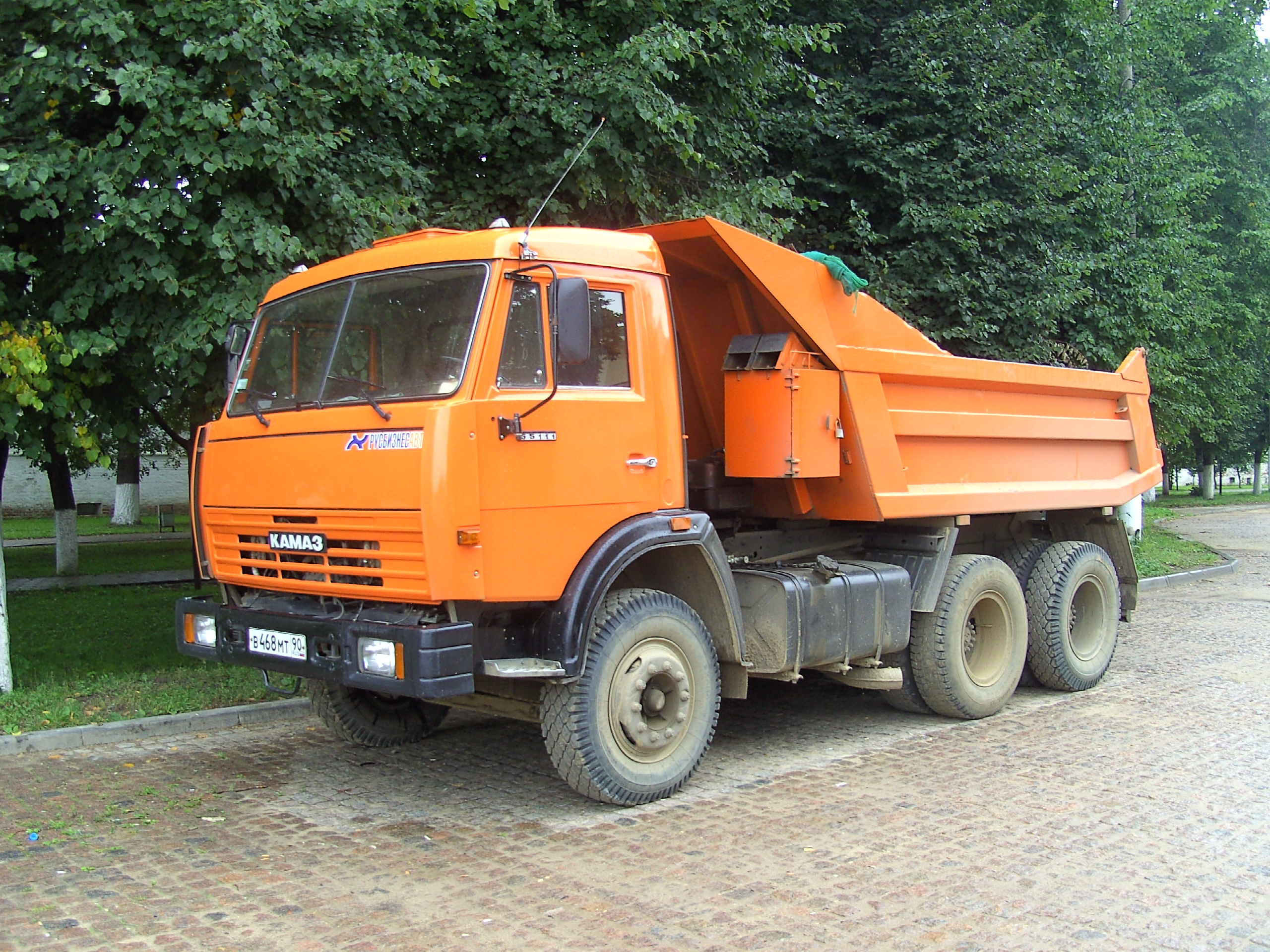
Kamaz.

KAMAZ (Kamskiy avtomobilny zavod, eller Kama Automobile Zavod, är en rysk lastbilstillverkare i Naberezjnie Chelni i delrepubliken Tatarstan. Kamaz tillverkar även dieselmotorer och bussar. Kamaz deltar i rallyn och har vunnit Dakarrallyt 15 gånger 1996–2018. Daimler AG är sedan 2008 delägare i företaget.

## Historik
Kamaz grundades 1969 i Naberezjnyje Tjelny för att råda bot på Sovjetunionens stora brist på lastbilar. År 1976 öppnades en komplett produktionsanläggning efter fem års byggtid. Komplexet omfattar tio stora specialverk som kan tillverka 65 000 lastbilar, 1 000 bussar och 75 000 dieselmotorer per år vilket gör det till en av de största tillverkarna i världen. Innan produktionen startades byggdes 24 prototyper vid ett ingenjörsinstitut i Moskva som prövades ut i Sibirien, Ural och de varma sydliga delarna av Sovjetunionen. De första lastbilarna lämnade bandet 16 februari 1976 och 1977 började man tillverka större serier. Kamaz kom att bli vanliga över hela Östblocket. Företagets motorer levererades även till ZIL, Ural och LIAZ. Man planerade att tillverka 150 000 till 250 000 motorer per år.
I oktober 1988 tillverkades den miljonte lastbilen. I augusti 1990 blev Kamaz det första företaget i Sovjetunionen som ombildades till ett aktiebolag. Omvälvningarna i forna Sovjetunionen och att hela den politiska kartan ritades om gav företaget helt nya förutsättningar. Kamaz hade svårt att hävda sig på marknaden och var 1998 nära att gå i konkurs med en kraftig nedgång av antalet sålde lastbilar. År 1999 fick företaget miljardlån av Europeiska utvecklingsbanken. År 2008 köpte Daimler AG 10 % av Kamaz och samarbetet mellan företagen, samt det i Daimler AG ingående japanska lastbilsmärket Fuso, fördjupats. Målet var att modernisera Kamaz modellprogram samt ge bättre förutsättningar för Mercedes-Benz lastbilar på den ryska marknaden.